# Codex Gigas

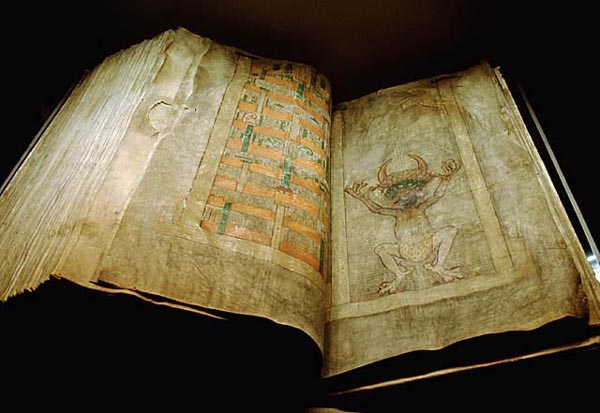
De Codex Gigas

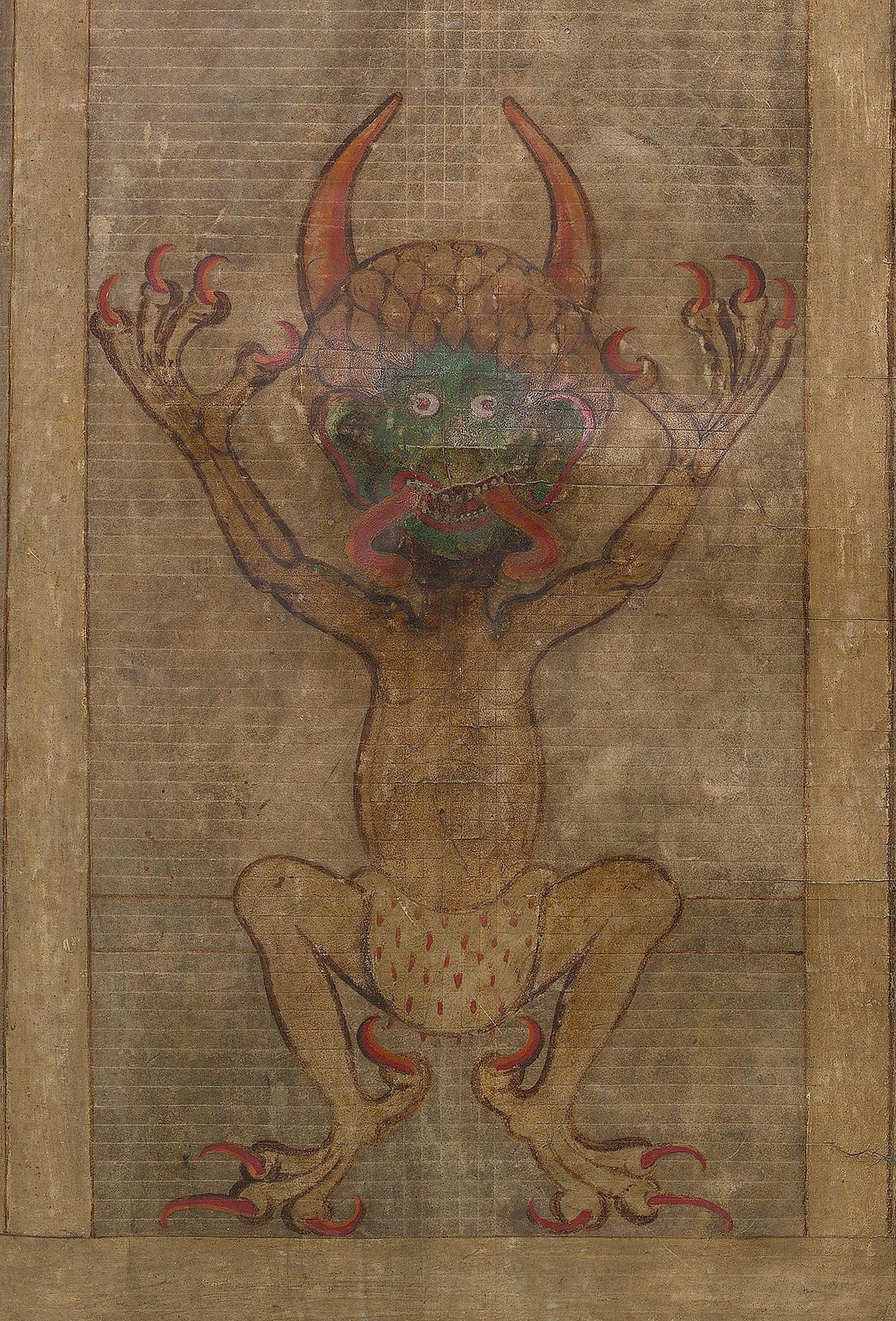
De afbeelding van de duivel op pagina 290 waar de Codex Gigas zijn bijnaam aan dankt.

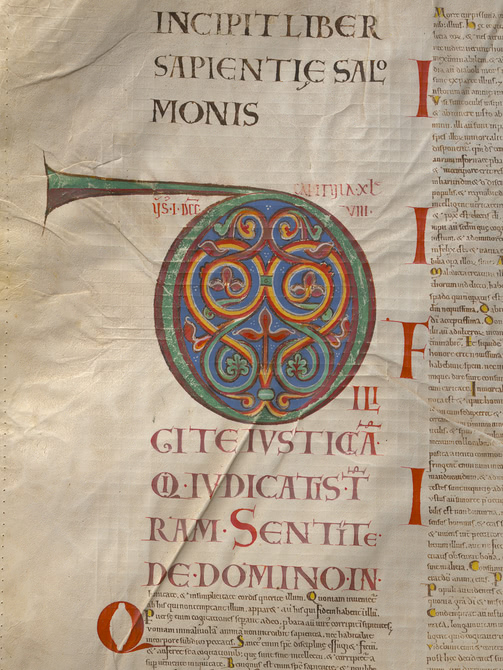
Een van de overige illustraties in de Codex Gigas.

De Codex Gigas, ook wel de Bijbel van Satan of de Duivelsbijbel genoemd, is een middeleeuws manuscript dat uit omstreeks 1230 stamt. De recentste vermelding in de codex zelf verwijst naar gebeurtenissen in het jaar 1229. Het boek dankt zijn bijnamen aan een afbeelding van de Duivel die op een van de pagina's is opgenomen.

## Inhoud
De codex is geschreven in het Latijn en bevat onder andere de complete Bijbel (in een pre-vulgate versie, Vetus Latina), de Etymologiae van Isidorus van Sevilla, de Oudheid van de Joden van Flavius Josephus, een necrologium, enkele traktaten, magische formules, plaatselijke bescheiden en een lijst met de namen van broeders in het klooster van Podlažice.
Het boek weegt 75 kilogram en is het dikste bewaard gebleven boek uit de middeleeuwen. Het boek is 92 centimeter lang, 50 centimeter breed en 22 centimeter dik. Het boek heeft een houten band. In totaal zijn 624 pagina's van de oorspronkelijke 640 pagina's goed bewaard gebleven. De pagina's zijn verdeeld over 320 vellen gemaakt van koeienperkament - volgens andere bronnen ezelsperkament - van 160 verschillende dieren. In de codex zijn veel gekleurde afbeeldingen opgenomen. Acht van deze 320 vellen met daarop 16 pagina's tekst zijn om onduidelijke reden verwijderd. Waarschijnlijk bevatten deze ontbrekende pagina's de Regula Benedicti, de kloosterregel van de benedictijnen.

## Geschiedenis
Naar verluidt zou een benedictijner monnik een zeer verschrikkelijke zonde hebben begaan, die zo erg was dat deze niet vernoemd werd. Zijn straf luidde in het Latijn inclusus, wat 'levend begraven te worden' kan betekenen. De monnik smeekt zijn oversten hem één laatste kans te geven. Als hij in één nacht erin slaagt om een boek te schrijven, dat alle kennis die er is bevat, zal zijn straf vervallen. Zijn oversten gaan akkoord, en de monnik begint met schrijven. Maar rond middernacht is hij nog lang niet klaar, en hij beseft dat hij het boek ook nooit op tijd af zal hebben. Dan verschijnt de duivel, die hem een voorstel doet: de duivel zal voor de volgende dag het complete boek geschreven hebben, maar in ruil daarvoor zal de ziel van de monnik aan de duivel toebehoren. De wanhopige monnik sluit het pact, en de volgende dag is het boek inderdaad door de duivel af. Maar daarvoor moet de monnik wel tot in de eeuwigheid branden in de hel.
Zdenek Uhlir, een deskundige op het gebied van middeleeuwse manuscripten, denkt dat de codex inderdaad door een benedictijner monnik uit een klooster in Podlažice (een stad op ongeveer 100 kilometer van Praag) geschreven is in de dertiende eeuw, maar dat het werk in werkelijkheid tien tot twaalf jaar heeft gevergd, maar volgens andere bronnen heeft het uitlijnen, schrijven en versieren van de Codex Gigas zeker 25 tot 35 jaar geduurd. Wat opvalt is dat de schrijfstijl steeds hetzelfde is en dat de Codex in zijn geheel door één schrijfhand is geschreven. Ook is de samenstelling van de inkt over het gehele boek vrijwel constant.
Waarschijnlijk berust de mythe van de monnik die een verband sluit met de duivel, op een verkeerde interpretatie. Het Latijnse woord inclusus werd vertaald als 'levend begraven te worden', maar kan ook een zelfstandig naamwoord zijn, waarbij het 'kluizenaar' betekent. Waarschijnlijk gaat het hier dus eerder om een monnik die teruggetrokken in het klooster leefde, en een groot deel van zijn leven bezig was met het schrijven van dit ene boek: de Codex Gigas. De afbeelding van de duivel bevindt zich op een rechterpagina, terwijl op de linkerpagina ernaast de hemel is afgebeeld. Op deze manier is er een soort symboliek in het boek, die het meest tot zijn recht komt als het boek gesloten is: goed en kwaad zijn elkaars tegenpolen (de twee pagina's staan tegenover elkaar), maar zijn daarnaast ook met elkaar verbonden (de twee pagina's zitten tegen elkaar).
Na de vervaardiging heeft de codex waarschijnlijk geruime tijd in het klooster van Podlažice gelegen, totdat het klooster in de 15e eeuw verwoest werd. Van 1477 tot 1593 maakte de codex deel uit van de bibliotheek van het klooster in Broumov, waarna het in 1594 naar Praag verhuisde om een onderdeel van de verzameling van keizer Rudolf II te worden. In 1648 werd het boek door Zweedse troepen als oorlogsbuit meegenomen uit de Burcht van Praag. Vanaf 1649 maakt het boek onderdeel uit van de Zweedse Koninklijke Bibliotheek in Stockholm.

## Varia
- Ondanks de duivelslegende is de codex nooit verboden door de Inquisitie.
- In 2007 werd de codex door Zweden tijdelijk uitgeleend aan Tsjechië voor een tentoonstelling in de Nationale Bibliotheek van Praag waar deze tot 6 januari 2008[1] te zien was.